# واکنش پتاسیس
واکنش پتاسیس(به انگلیسی: Petasis reaction) ( واکنش پتاسیس بورونو-مانیخ (PBM) نیز نامیده می شود) واکنشی چندجزئی بین یک آمین، یک کربونیل و یک وینیل- یا آریل-بورونیک اسید برای تشکیل آمین‌های استخلافی است.
در سال ۱۹۹۳ توسط نیکوس پتاسیس به عنوان یک روش عملی برای سنتز یک فرم هندسی خالص از نوعی ماده ضد قارچ به نام نافتیفین، گزارش شد. در واکنش پتاسیس، گروه وینیلِ بورونیک‌ اسید آلی به عنوان هسته دوست عمل می کند. در مقایسه با سایر روش های تولید آلیل آمین‌ها، واکنش پتاسیس بستری مناسب برای استفاده از انواع آمین‌ها و بورونیک‌ اسیدهای آلی به عنوان مواد اولیه بالقوه فراهم می آورد. علاوه بر این، واکنش نیازی به شرایط بی‌آب یا بی‌اثر ندارد. این واکنش به عنوان یک سنتز ملایم و انتخابی در تولید آلفا-آمینواسیدها مفید است و در شیمی ترکیبی و کشف داروهای جدید استفاده می شود.

## همچنین ببینید
- واکنش مانیخ
- واکنش سوزوکی